# سيرجيو لوس
سيرجيو لوس (بالإيطالية: Sergio Los)‏ هو مهندس معماري إيطالي، ولد في 1934 في ماروستيكا في إيطاليا.